# PSFC Tsjernomorets Boergas

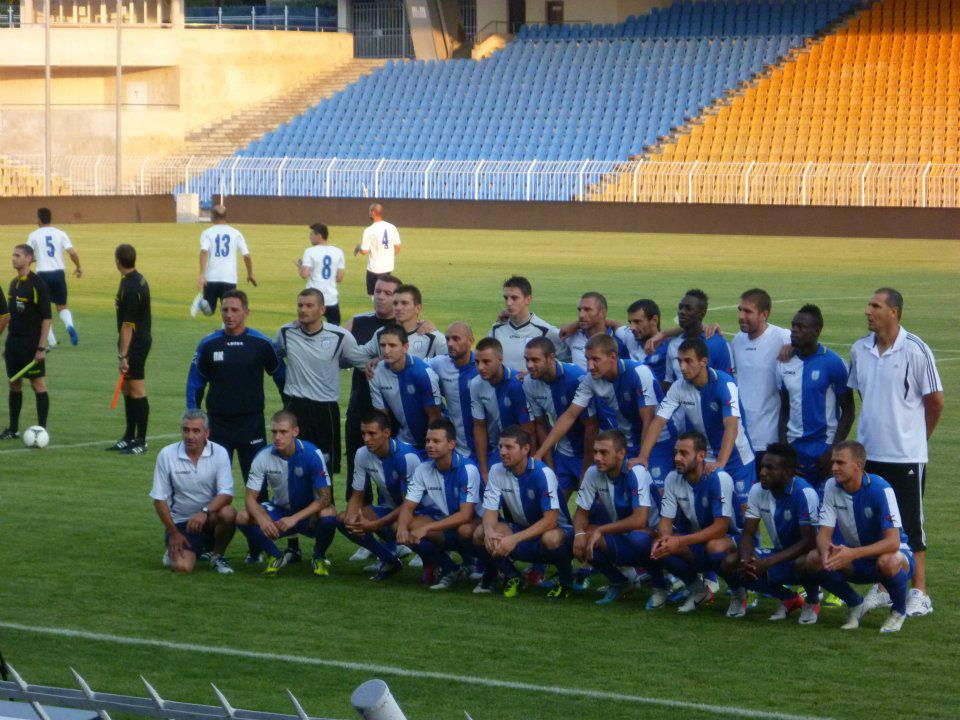
Team van 2012-2013

PSFC Tsjernomorets Boergas (Bulgaars: ПСФК Черноморец Бургас) is een Bulgaarse voetbalclub uit de stad Boergas. Het is niet dezelfde club als Tsjernomorets Boergas.
In 2006 werd de club kampioen in de 3de klasse en promoveerde zo naar de B Grupa. Het volgend seizoen werd de club ook kampioen in de 2de klasse en promoveerde zo naar de eerste klasse. Daar werd de club zesde in 2007/08. Tot 2013 eindigde de club telkens in de top tien. Maar vanaf 2014 volgden drie degradaties op rij. Door financiële problemen werd de club in 2019 ontbonden. 